# Iván Espinosa de los Monteros
Iván Espinosa de los Monteros de Simón, né le 3 janvier 1971, est un homme d'affaires et homme politique espagnol membre du parti politique d’extrême droite Vox.

## Biographie

### Famille et études
Il est le fils de l'homme d'affaires Carlos Espinosa de los Monteros, qui fut président de la compagnie Iberia. Il est marié à la femme politique Rocío Monasterio.
Après avoir obtenu une licence en économie à l'Institut catholique d’administration d'entreprises, il émigre aux États-Unis.

### Carrière dans les affaires
Il occupe des fonctions à responsabilité dans plusieurs groupes internationaux du secteur financier comme Arthur Andersen, Schroders ou McKinsey. Lui-même est propriétaire de plusieurs entreprises dans le secteur du logement de luxe et de la restauration.

### Carrière politique
Ancien électeur du Parti Populaire, il adhère au parti d'extrême droite Vox dès sa fondation en 2013. Il est également membre de la Fédération One of Us, qui combat l'avortement.
En 2018, il déclare : « Un Espagnol ne peut jamais être anti-européen comme il ne peut pas être anti-hispanique, car être européen et être hispanique fait partie de son essence. De plus, l'Espagne fait partie intégrante de l'Hispanité et de l'Europe. La première chose n'a pas besoin d'explication. Pour soutenir la seconde, il suffit de penser à quel point l'Europe aurait été différente sans le barrage que l'Espagne a constitué pendant 800 ans pour l'expansion de l'islam. Sans l’Espagne, l'Europe telle que nous la connaissons n'existerait pas »,.
Lors des élections générales anticipées du 28 avril 2019, il est élu député au Congrès des députés pour la XIIIe législature dans la circonscription de Madrid et est réélu lors des élections générales anticipées du 10 novembre 2019 pour la XIVe législature. 
Petit à petit, il devient l'homme fort de Vox au Parlement.
Iván Espinosa de los Monteros a critiqué les effets pervers de la loi sur la violence à l'égard des femmes à plusieurs reprises. Il s'est également prononcé en faveur de l'interdiction des partis politiques indépendantistes ou marxistes. Il est par ailleurs partisan de la monarchie.
En août 2023, déçu par les résultats des élections générales de juillet 2023 et par son éloignement de la direction du parti, il annonce son retrait de Vox et de la politique. Il quitte ses fonctions mais ne démissionne pas, il continuera à être membre de Vox.